# Olivetti Audit A7
La Olivetti Audit A7 è un computer contabile prodotto dal 1974 dalla Olivetti.
Avente dai 16 ai 64 kB di RAM e disco fisso da 160 kB, il suo sistema operativo permetteva la bisprogrammazione, ossia una forma di multitasking relativa a due applicazioni.
Il sistema era programmabile nel BASIC proprietario LIMO (Linguaggio Interattivo Macchina Olivetti) e i suoi dati e programmi potevano essere salvati su nastri magnetici e cartoline magnetiche.